# Shorty the Pimp
Albums de Too $hort
Short Dog's in the House
(1990) Get in Where You Fit In
(1993)
Singles
1. I Want to Be Free (That's the Truth)
Sortie : 1992
2. In the Trunk
Sortie : 1992

Shorty the Pimp est le quatrième album studio de Too $hort, sorti le 14 juillet 1992.
L'album s'est classé 6e au Billboard 200 et 11e au Top R&B/Hip-Hop Albums et a été certifié disque de platine par la Recording Industry Association of America (RIAA) le 19 janvier 1996.
On retrouve la chanson So You Want to Be a Gangster dans la bande son du jeu vidéo Grand Theft Auto V, sur la radio West Coast Classics.

## Liste des titres
| No  | Titre                                                         | Contient un (des) sample(s) de | Durée |
| --- | ------------------------------------------------------------- | --- | ----- |
| 1.  | Intro: Shorty the Pimp                                        | Shorty the Pimp de Don Julian and The Larks | 0:42  |
| 2.  | In the Trunk                                                  | I'm Gonna Love You Just a Little More Baby de Barry White                                                                                                   | 5:49  |
| 3.  | I Ain't Nothin' But a Dog                                     | Slow Dance de Stanley Clarke Cannot Find a Way de Curtis Mayfield                                                                                           | 4:49  |
| 4.  | Hoes                                                          | Take Your Dead Ass Home! (Say Som'n Nasty) de Funkadelic Short Side de Too $hort                                                                            | 6:22  |
| 5.  | No Love From Oakland                                          | The Night of the Thumpasorus Peoples de Parliament She's a Bitch de Too $hort                                                                               | 8:25  |
| 6.  | I Want to Be Free (That's the Truth)                          | House of Rising Funk d'Afrique I Want to Be Free des Ohio Players Sweet Music, Soft Lights & You de Millie Jackson et Isaac Hayes I Want You de Marvin Gaye | 5:48  |
| 7.  | Hoochie (featuring D'wayne Wiggins)                           | | 4:19  |
| 8.  | Step Daddy                                                    | Agony of Defeet de Parliament | 4:22  |
| 9.  | It Don't Stop                                                 | Pack It Up des Ohio Players CussWords de Too $hort Life is... Too Short de Too $hort                                                                        | 4:21  |
| 10. | So You Want to Be a Gangster                                  | Black Frost de Grover Washington, Jr. | 4:04  |
| 11. | Something to Ride to (featuring Ant Banks, Pooh-Man et Goldy) | | 11:57 |
| 12. | Extra Dangerous Thanks                                        | Magnificent Sanctuary Band de Donny Hathaway | 4:19  |